# Ibn az-Zayyat
Muhàmmad ibn Abd-al-Màlik ibn az-Zayyat, més conegut simplement com a Ibn az-Zayyat (m. vers 848), fou un visir abbàssida.
Va pertànyer a una família de comerciants que van exercir funcions administratives a la cort. Ibn al-Zayyat es va destacar i fou nomenat visir pel califa Al-Mútassim (832-842), el 836. Va dirigir la política general junt amb el gran cadi Ahmad ibn Abi Duad.
Va conservar el càrrec sota el fill i successor del califa, Al-Wàthiq (842-847). Va instigar la imposició de multes fortes a alguns funcionaris, especialment als auxiliars de dos caps turcs que tenien importants governs provincials (es va destacar en la seva política contra la influència dels turcs, però no va tenir gaire èxit) i va inventar una tortura especialment cruel coneguda com el tannur, que consistia en un cilindre de ferro que tenia puntes per la part interior on es posava a l'acusat i es feia rodar. No foren però aquestes crueltats les que van provocar el seu conflicte amb el cadi Ibn Abi Duad, i es creu que les seves diferències eren de tipus personal.
Al-Mutawàkkil (847-861) el va conservar com a visir al pujar al tron, però per poc temps: el mes de sàfar (setembre/octubre) del 233 (847) el va revocar i el va sotmetre a la tortura que havia inventat, i encara que va sobreviure, va morir poc després.